# 音楽台
音楽台（おんがくだい）は、南京市玄武区中山陵広場の南にあり、1932年～1933年に建てられた建築である。

## 概要
音楽台は半円の形をしており、中央は舞台、裏に大きな壁があり、音が反射する。音楽台の手前に三日月のような形の蓮花池、池の底に泉がある。池前の半円形の芝生は舞台となり、音楽台にハトがたくさんいる。舞台の前方には、観客用の座席となる半円形の芝生が広がっている。コンサートは定期的に開催される。